# 풍구

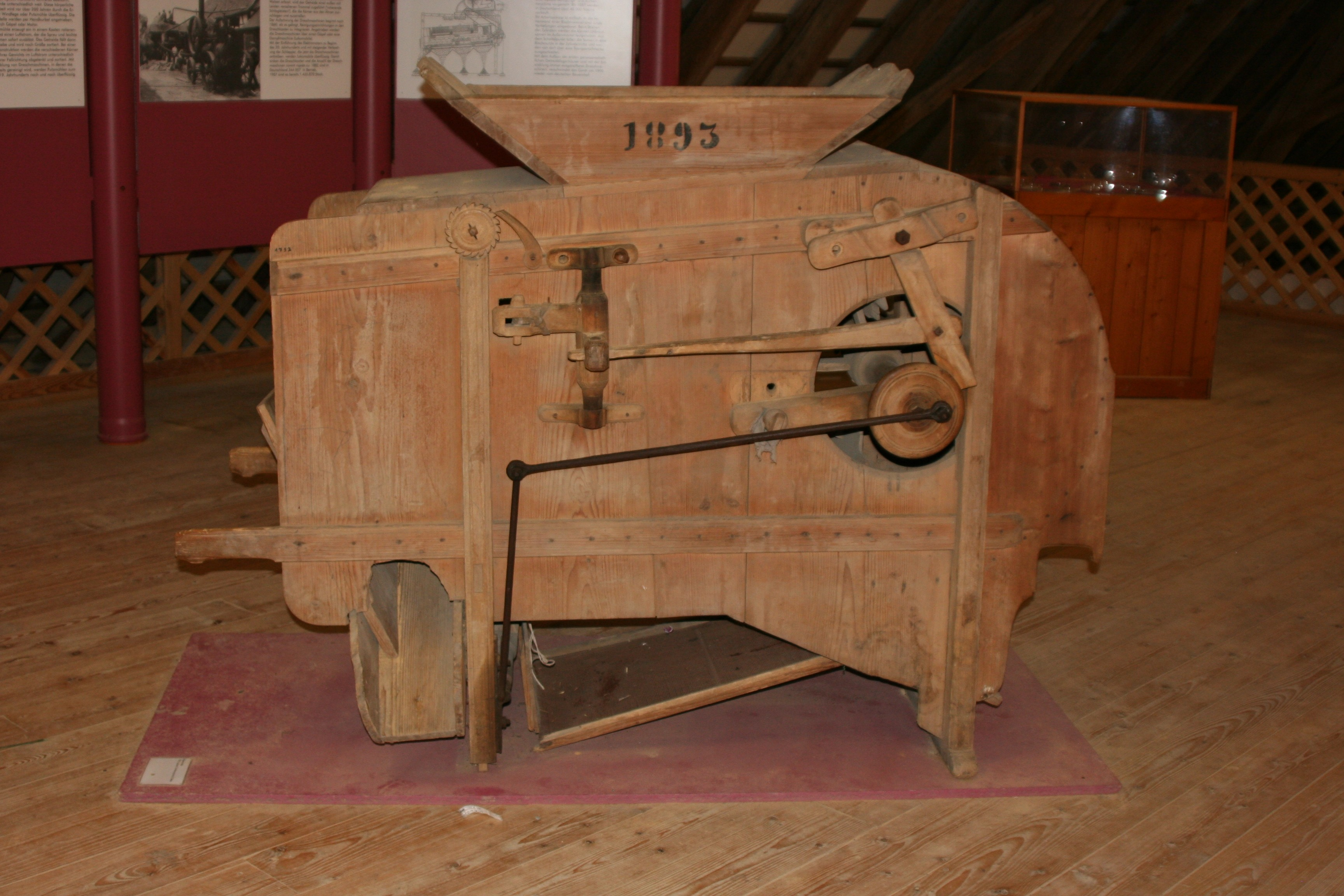
독일 호엔로헤 노천박물관 바커쇼펜에 전시된 풍구.

풍구(風-)는 바람을 일으켜 곡물에 섞인 먼지, 겨, 쭉정이 등을 제거하는 농기구이다. 탈곡한 곡식을 넣고 위에서 둥근 통의 중간에 달린 손잡이를 돌리면 바람이 나오는데, 곡식이 위에서 아래로 내려가면서 무거운 알곡은 바로 떨어져서 나오고, 티끌은 바람에 불려 나가게 된다.
곡물에 섞인 쭉정이, 겨, 먼지 따위를 날려서 제거하는 농기구. 한쪽에 큰 바람구멍이 있고, 큰 북 모양의 통 내부에 있는 여러 개의 넓은 깃이 달린 바퀴를 돌려서 낟알과 잡물을 가려낸다.

## 참고 자료
- 이 문서에는 다음커뮤니케이션(현 카카오)에서 GFDL 또는 CC-SA 라이선스로 배포한 글로벌 세계대백과사전의 내용을 기초로 작성된 글이 포함되어 있습니다.